# Desa Kertamukti (administrativ by i Indonesien, lat -6,13, long 107,42)
Desa Kertamukti är en administrativ by i Indonesien.   Den ligger i provinsen Jawa Barat, i den västra delen av landet, 60 km öster om huvudstaden Jakarta.